# Аннекатрін Тіле
Аннекатрін Тіле  (нім. Annekatrin Thiele, 18 жовтня 1984) — німецька веслувальниця, олімпійська чемпіонка.

## Виступи на Олімпіадах
| Олімпіада           | Дисципліна     | Місце  |
| ------------------- | -------------- | ------ |
| Пекін 2008          | двійка парна   | Срібло |
| Лондон 2012         | четвірка парна | Срібло |
| Ріо-де-Жанейро 2016 | четвірка парна | Золото |